# Night Swim
Night Swim is een Amerikaanse bovennatuurlijke horrorfilm uit 2024, geschreven en geregisseerd door Bryce McGuire (in zijn regiedebuut) en gebaseerd op de gelijknamige korte film uit 2014 van McGuire en Rod Blackhurst.

## Verhaal
Ray Waller is een voormalig Major League-baseballspeler die door een ziekte gedwongen wordt om met vervroegd pensioen te gaan. Samen met zijn vrouw Eve en hun kinderen Izzy en Elliot verhuist hij naar een nieuwe woning waar hij, tegen alle verwachtingen in, hoopt terug te keren als profspeler. 
Ray kwetst zijn hand terwijl hij bezig is met het opruimen van het zwembad in de achtertuin en wanneer de onderhoudsmensen het zwembad komen inspecteren, onthullen ze dat het zwembad in wezen zelfvoorzienend is en zijn water haalt uit een ondergrondse bron in de omgeving. 
Ray is er van overtuigd dat het zwembad in de achtertuin van het nieuwe huis leuk zal zijn voor de kinderen en hem fysiotherapie zal bieden. Als hij meer tijd in het zwembad doorbrengt als onderdeel van zijn therapie, lijkt Rays ziekte in remissie te gaan. Eve maakt zich echter zorgen over de veranderingen die ze bij haar man ziet. De kwaadaardige kracht in het water bedreigt de hele familie.

## Rolverdeling
| Acteur          | Personage     |
| --------------- | ------------- |
| Wyatt Russell   | Ray Waller    |
| Kerry Condon    | Eve Waller    |
| Amélie Hoeferle | Izzy Waller   |
| Gavin Warren    | Elliot Waller |
| Jodi Long       | Lucy Summers  |
| Nancy Lenehan   | Kay           |

## Release
Night Swim ging op 5 januari 2024 in première. De film kreeg overwegend negatieve kritieken van de filmcritici, met een score van 22% op Rotten Tomatoes, gebaseerd op 150 beoordelingen.